# IPod classic
Az iPod classic (korábban csak iPod) egy hordozható médialejátszó melyet az Apple fejlesztett. A legutolsó generáció messze a legnagyobb kapacitású az Apple jelenlegi iPod kínálatát nézve, 160 GB-os tárhellyel. 2001. október 22-én mutatta be az Apple néhai vezetője, Steve Jobs. A forgalmazása 2014. szeptember 12-én, a WWDC rendezvény után szűnt meg. Ma az Apple weboldalán már szinte sehol nem található meg.

## Videó és Linux futtatása iPod-on
Néhány programozó elkészítette a Linux rendszer iPod-ra szánt változatát. Az iPod-Linux internetes oldalon az install szóra rákeresve megtalálható egy adott oprendszerhez és iPodhoz tartozó telepítési útmutató. Az iPodLinux-szal érkező podzilla csomag tartalmaz videolejátszót is, amely az 5. generációs iPodon kívül mindegyiken futtatható.

## Rockbox
A Rockbox egy másik rendszer az iPodra, amely gyakorlatilag arra képes, mint a Linux, de így nem kell rejtett, Windows által láthatatlan partíciókat használni, kisebb és egyszerűbb is.
Segítségével akár egy 1. generációs nanón is nézhetünk filmeket, zeneformátumokból nagyon sokat támogat (pl. FLAC), és képeket is nézegethetünk iPod-generációtól függetlenül. Ha a Rockbox-os iPodot a PC-re kötjük, gombjait távirányítóként is használhatjuk.

## Támogatott zene formátumok
- MP3 (16-320 Kbps)
- MP3 VBR
- AAC (8-320 kbps)
- védett AAC (iTunes Storeból, M4A, M4B, M4P)
- Audible (formátumok 2, 3, 4) és WAV